# 松平忠誨
松平 忠誨（まつだいら ただのり）は、江戸時代後期の大名。摂津国尼崎藩の第5代藩主。桜井松平家14代当主。官位は従五位下・遠江守。

## 略歴
享和3年（1803年）7月14日、4代藩主・松平忠宝の次男として誕生。兄は早世しており、尼崎藩の世嗣となった。文化10年（1813年）4月14日、父の隠居を受けて、11歳で家督を継いだ。
文政12年（1829年）8月27日、尼崎において死去した。享年27。なおこの年4月14日には隠居の忠宝も没している。
忠誨は婚姻しておらず、世嗣となるべき子も無かった。忠誨には弟の忠顕がいたが、忠顕は心の病を患っていたという。このため、10月2日に忠誨の叔父（3代藩主忠告の末子）にあたる忠栄（26歳）が跡を継いだ。

## 系譜
- 父：松平忠宝（1770-1829）
- 母：八百子 - 土屋篤直娘
- 正室：青山忠裕娘
- 養子
  - 男子：松平忠栄（1805-1869） - 松平忠告の九男